# Sindrome di Shprintzen-Goldberg
La sindrome di Shprintzen-Goldberg (detta anche sindrome craniosinostosica marfanoide) è una patologia congenita a trasmissione autosomica dominante.

## Epidemiologia
Si tratta di una malattia rarissima: in letteratura medica ne sono stati finora descritti meno di 50 casi.

## Eziologia
Alcuni studi avevano attribuito la sindrome ad una mutazione a carico del gene FBN1 che codifica per la fibrillina, tuttavia i casi riportati in letteratura da Shprintzen e Goldberg nel 1982 non sono ascrivibili ad una mutazione genetica di questo tipo; nel 1998 Greally et al. non riuscirono a trovare un nesso causale tra il gene FBN1 e l'eventuale insorgenza della sindrome, che resta così a eziologia sconosciuta.

## Clinica

### Segni e sintomi
I suoi segni più comuni sono craniosinostosi, ernie addominali multiple, ritardo mentale (non sempre presente) e malformazioni scheletriche come la scoliosi; inoltre si osservano dolicostenomelia (arti affusolati e lunghi rispetto al tronco), ipertelorismo oculare, esoftalmo, prolasso della valvola mitrale, telecanto, ipoplasia di mascella e mandibola, micrognazia e strabismo.